# Pădureni (okręg Sălaj)
Pădureni – wieś w Rumunii, w okręgu Sălaj, w gminie Camăr. W 2011 roku pozostawała niezamieszkana.